# ソニック・クルーザー

ソニック・クルーザー

ソニック・クルーザー (Sonic Cruiser) はアメリカ合衆国の航空機メーカー、ボーイング社が開発を構想していた旅客機。2006年を目処に実用化する予定であったが、経済性の悪さとアメリカ同時多発テロ事件の影響により、2002年12月に開発中止を決定。実質エアバスA380に対抗する旅客機だった。

## 計画の推移

### 高速機開発計画の発表
ボーイング社はエアバスがA380の開発を開始して約3ヵ月後の2001年3月26日、エアバスA380に対抗して長年計画していた、ボーイング747を改良した747Xの開発を延期した。そして誰もが全く予想していなかった、高速で巡航できる中型機の開発を優先すると発表した。その中型機の概要として、巡航速度はマッハ0.95以上、巡航高度は40,000ft（約12,000m）以上、客席数は100～300席（ボーイング737～767-300クラス）、航続距離は7,500～9,000nm（約16,600km）以上とされるものだった。
しかし、概要として諸元にかなり幅があることと、機体の大まかなサイズも発表されないなど、ボーイングの新型機発表にしては全てが曖昧だった。これは具体的な機体サイズなどが確定する前にアメリカの新聞社がこの話をかぎつけ、特ダネとして発表しようとしており、それを知ったボーイング社が出し抜かれるのを防ぐため急遽発表を行ったためとしている。

### 高速機開発の理由
ボーイング社は747Xを延期して高速の中型機の開発を優先した理由として、これから先の航空路線は多様な路線設定により、従来は大都市のハブ空港を中心に地方都市へ広がっていた路線に代わり、地方都市間の直行便ができ、乗客の分散により1機あたりの乗客が減少し、大型機の必要性が下がるためとしていた。
これに対してエアバス社は一部の路線ではそのようなことが起こると思われるが、逆に乗客が集中する路線も出てくるため大型機の必要性は依然としてあるとしていた。

## 機体

### 設計
ソニック・クルーザーの機体形状は、これまでの旅客機とは大きく異なり、主翼は機体後部に移り翼形は主翼前縁部後退角がきつく後縁部後退角が浅い形（ダブルデルタ翼）となっている。さらに機体前部には先尾翼がつけられている。エンジンは機体の一番後ろにターボファンエンジン2基装備する。このエンジンは従来のエンジンに比べバイパス比を低くして前面投影面積を小さくし、より高速でも抵抗を少なくする目的だったと思われる。
しかし、2001年の構想当初は斬新で冒険的な機体形状をしていたが、2002年のパリ・エアショーの際には主翼、カナード翼、胴体形状などほとんどの部分が一般の旅客機と変わらなくなっており、機体の基本計画もできていないうちでの計画公表だったことが、関係者の間で実現を疑うきっかけとなっていた。

### 利点と欠点
概要を見てわかる通り、ソニック・クルーザーの巡航速度は音速を越えない程度となっている。これは音速を越える場合、
- 衝撃波による騒音のため、飛行路線が無人の洋上などに限定されてしまう
- 機体形状が制限され乗客数が減る
- 必然的に燃料効率も悪くなり、結果的に運賃が上昇する

など多くの欠点を抱えるためである。
コンコルドなどの超音速旅客機が普及しなかったのを見ればこれらの欠点が致命的であるのは明らかである。その点ソニック・クルーザーの巡航速度はM0.95～0.98と音速を越えないため、超音速旅客機が抱えていたこれらの欠点の多くは解消されている。

### 課題
なおソニック・クルーザーで一番の課題となっていたのは速度よりも経済性であった。
現在までにソニック・クルーザーと同じ速度のM0.9～0.95程度で巡航する旅客機は全くなかったわけではない。コンベア社のCV990はソニック・クルーザーと変わらないM0.91での巡航が可能であった。また、その他通常のジェット旅客機もフルスロットルで飛行すれば、最高速M0.9以上を出すことも（原理的には）可能である。しかし、M1.0に近づくにつれ、急激に空気抵抗が増え、それにより燃料消費も増え、航続距離が著しく減少するため、結果的に経済性が悪くなってしまう。そのため、通常の旅客機は経済性と速さを兼ね合わせるM0.8程度での巡航を行う。つまり、ソニック・クルーザーでは従来機と同等のM0.9の巡航でも、経済性が現行の旅客機と同等か、若干低い程度に抑える必要があった。
ボーイングも、ソニック・クルーザーの燃料消費量が従来機の約15～20%多いことを認めていたが、高速で巡航することで相殺されると主張していた。しかし、ボーイングの主張はあくまでも理論上のものであり、基本設計すら流動的な機体の燃料消費量に関して、顧客に対して確固たる事実を示すことなど不可能であった。

### 有用性
いずれにせよ、ソニック・クルーザーの巡航速度は、従来機に比べて約15%～20%程度の上昇でしかない。そのため、短距離路線ではそれほどフライト時間の短縮は見込まれず長距離路線での使用が望まれた。どれほどの時間短縮ができるのかの一例として、成田-ロサンゼルス便ではソニック・クルーザーを使用する事で約2時間のフライト時間が短縮できるとしている。

## 計画中止
先進的な内容の多かったソニック・クルーザーだが、アメリカ同時多発テロ事件の影響による航空業界の不況、速度性能を重視するあまりにコストが高くなったことなどを受け、2002年12月に開発を凍結し、事実上の中止となった。
しかしながら、現在では初期発表時点での計画の曖昧さから、最初から具体的な計画などなく、787（2003年1月に開発開始）が具体化するまでのつなぎだったのではないかという見方が強くなっており、散々エアバスA380との戦いを繰り広げてきた以上、747X延期だけでは格好がつかず、実現できるかもわからないが構想だけあった機体をとりあえず発表して、A380から話題を奪うための体裁を整えたのではないかといわれている。